# Relations entre l'Éthiopie et l'Inde
Les relations entre l'Éthiopie et l'Inde sont les relations bilatérales de la république démocratique fédérale d’Éthiopie et de la république de l'Inde. Elles existent depuis près de deux millénaires. Les relations diplomatiques modernes entre l'Inde et l'Éthiopie ont été établies au niveau des légations en juillet 1948, après l'indépendance de l'Inde. La relation a été élevée au rang d'ambassadeur en 1952. L'Inde a une ambassade à Addis-Abeba et l'Éthiopie à New Delhi. Les deux pays ont entretenu des relations étroites et amicales avec l'Inde en soutenant les efforts de développement de l'Éthiopie, tandis que l'Éthiopie a soutenu les intérêts indiens, comme sa revendication d'un siège permanent au Conseil de sécurité des Nations unies. L'Inde et l'Éthiopie partagent une compréhension commune sur des questions telles que le terrorisme international transfrontalier, la nécessité et l'orientation de la réforme des Nations unies et l'importance de l'action sur le changement climatique.

## Histoire
Le commerce et les contacts entre les peuples existent entre l'Inde et l'Éthiopie depuis près de deux millénaires. Des pièces de monnaie de la période Kushan ont été extraites de Debre Damo, dans le nord de l'Éthiopie. Commençant à l'époque du royaume d'Aksoum. Les Indiens faisaient le commerce de la soie, des épices, de l'or et de l'ivoire avec les Éthiopiens au VIe siècle. L'assistance portugaise au roi d'Éthiopie au XVIe siècle a vu l'arrivée en Éthiopie de personnes originaires de Goa. Les interventions britanniques en Éthiopie en 1835 pour libérer les diplomates européens emprisonnés par l'empereur Tewodros II sous le général Robert Napier et en 1941 qui ont mis fin à l'occupation italienne ont toutes deux impliqué d'importants contingents de soldats indiens qui ont combattu dans le cadre des forces commandées par les Britanniques.
L'Éthiopie a également accueilli une importante diaspora indienne composée de commerçants et d'artisans qui s'y sont installés dans la seconde moitié du XIXe siècle. Sous le règne de l'empereur Haïlé Sélassié Ier, un grand nombre d'enseignants indiens se sont rendus en Éthiopie, ce qui a permis de développer une bonne volonté importante envers l'Inde parmi les Éthiopiens. On pense que la communauté Siddi, sur la côte ouest de l'Inde, est d'origine éthiopienne.